# تنام كوكو
تنام كوكو (الاسم العلمي: Crypturellus kerriae) هو نوع من الطيور يتبع جنس التنام مخفي الذيل من فصيلة التنامية.